# 許強 (1913年)
許強（1913年12月13日—1950年11月28日），生於台灣台南廳蔴荳支廳佳里興區佳里興庄（今臺南市佳里區東北），台灣內科醫師，因加入中國共產黨遭到處決。由於許強在醫學領域的學術權威，與呂赫若、郭琇琮、吳思漢並稱台灣四大才子，然而四人皆因入地下黨而喪命。呂赫若在鹿窟遭毒蛇咬而死亡，其餘三人皆遭槍決。

## 生平

### 早期
許強1913年生於台南廳蔴荳支廳佳里興區佳里興庄，父母務農，係農村子弟，佳里興公學校畢業，考中學時其父無力籌措教育費而作罷，日籍教師登門承諾只要考上就會資助教育費，由於當時日本人與台灣人教材有差異，許強經過一年重考，考上台南二中，自此發憤向學，四年制中學僅三年即跳級以優異成績於1933年免試錄取臺灣總督府臺北高等學校理科乙組，並於1936年考入台北帝國大學醫學院第一屆，與李鎮源、蕭道應、邱林淵、謝有福為少數台灣人考入帝大醫學院的學生，1940年許強畢業於台北帝國大學醫學部，1946年許強獲日本九州大學醫學博士，同年升任國立台灣大學醫學院副教授，次年任臺大醫院第三內科主任、臺大醫院院務改革委員會委員。據說前台北帝大教授澤田藤一郎曾譽之為「亞洲第一個有可能得到諾貝爾醫學獎的人」。

### 抗日
許強與蕭道應等一腔熱血，敢於抵抗的年輕人，根據邱林淵口述，當年，在台北高校求學時，日本學生會欺負台灣學生，許強都毫不退縮的反抗那些日本學生，正如同吳克泰、謝娥、郭琇琮一樣，政治意識覺醒的青年都走上反日思漢的道路，1944年許強參與反日組織「不定期會」。1945年8月謝雪紅開始籌組「人民協會」時，「不定期會」的成員成為「人民協會」台北分會籌備會的基本成員。多數台灣青年在當時積極學習漢語，黃怡珍是當時的漢語老師回憶：「當時蕭道應、邱仕榮、鍾和鳴都是客家人，還有不是客家人的許強，除了教北京話也教唱義勇軍進行曲等抗戰歌謠，並分享中日戰爭局勢，他們甚至認為不如到中國參加抗戰，既然大家大都學醫，不如組成「醫療服務團」」，最後她與蕭道應、鍾和鳴、蔣碧玉真的動身前往中國參加抗戰，後被改編為電影好男好女。

### 加入共產黨
許強曾經於1946年前往中國上海，聯繫上海台灣同鄉會會長李應章及中國共產黨地下黨組織，1945年戰爭結束後，部分台籍青年同情中共遭遇，並對毛澤東提出的新民主主義心生嚮往，以此，在中國的知識份子之間開始出現大幅度地的左傾，1945年開始，國府與共產黨的爭鬥益加劇烈，自此，中共開始大量滲透到非淪陷區，及至1946年沈崇案發生後，國府聲望一落千丈，各地學潮不斷，而大學生甚至為支持共產主義遊行並瘋狂引為風尚，此時期加入共產黨的台籍青年如吳克泰、陳炳基或滲透至台灣的學者如黃肅秋等，開始結合舊日在台的同志加入解放台灣的工作，此類工作早在1946年海南及其他國府掌控區域即不斷發生，只是當時無法可作為依據進行逮捕及審問，以此至二二八發生後，大量台籍菁英左傾，加上當時國府在中國戰事節節敗退，猶如風中殘燭，激起有志青年加入中共解放台灣的工作，當然也有少部分投機者認為國府不可能支撐超過1年，加以老台共如廖瑞發與回台後的蔡孝乾、張志忠本來在日治時期即與部分反日青年相結合，因此雙方至此快速激盪，在1947年之後，地下黨的組織快速膨脹。省工委發起之際台大醫師郭琇琮即是其中之一，在二二八事件之後許強便在1948年2月被郭吸收入黨，擔任臺大醫學院支部書記與台大醫院部分醫生祕密研習關於左翼理論的讀書會。

### 共諜案
1950年省工委書記蔡孝乾變節供出大批人員名單，導致中國共產黨在台組織瓦解，1950年5月10日李水井與吳思漢被捕，保密局循線逮補25人，並由此25人擴及省工委學工委及各省工委支部，台共組織面臨第一次瓦解，陳英泰先生回憶即對地下黨組織有詳細介紹，台大醫院支部也因為郭琇琮的落網而遭到破獲，許強醫師於1950年5月13日遭逮捕，學工委案中李水井認為多數領導應可獲得幾個月牢獄的輕判因此建議全盤托出，然四六事件發生之時尚無懲治叛亂條例，此條例已於1949年6月21公告實施，由於當時國共內戰國府兵敗如山倒之際，孤立無援對於島內共諜案並未立即給予判決有觀望之態勢，然而1950年6月韓戰爆發，美援的出現使國府對省工委案開始無所顧忌，依照懲治叛亂條例第二條第一項判處死刑，至此大量涉及省工委的特工密集遭判刑槍決，事後證明當時只要是居領導地位者皆按二條一處死，許強當時拒絕寫悔過書，並交代未完成之學術研究論文及附上手抄《萬里長城》及《安息歌》歌詞。
1950年11月28日，台灣省保安處39安潔字第2204號判決書宣判死刑後即刻送台北市馬場町槍決，行刑當日許強帶領眾人高呼口號及唱〈國際歌〉趕赴刑場，駕駛驚慌險些發生車禍，同時遭槍決者包含郭琇琮、吳思漢、朱耀山加、謝湧鏡等14人。

## 家庭
其妻劉順娣，為著名婦產科醫師。
其子許達夫為神經外科醫師，1973年曾因此身家背景被台灣三軍總醫院取消實習醫生資格。許達夫後來推廣未經實證的替代療法，導致許多患者延誤就醫，甚至死亡。後來遭到衛生局停業2個月，並接受額外20小時繼續教育。

## 平反
2018年10月5日，促進轉型正義委員會促轉三字第1075300110B號函文，正式撤銷受難者林慶雲君等1270人之刑事有罪判決暨其刑，其中(39)安潔字第 2204 號，有關許強共同意圖破壞國體，以非法之方法顛覆政府而著手實行之有罪判決暨其刑及沒收之宣告正式撤銷。